# 임종명 (1968년)
임종명(林鍾明, 1968년 9월 9일 ~ )은 대한민국의 제12대 전라북도의원이다. 전북특별자치도 남원시 대강면 사석길 9-1 출생이다.

## 학력
- 전주고등학교 졸업
- 중앙대학교 정경대학 신문방송학과 졸업

## 경력
- ㈜테마이엔씨 대표 이사 (노암산업단지)
- 남원시 새마을지회 협의회장
- (사)전라북도 신체장애인협회 남원지부 자문위원
- 남원중앙새마을금고 대의원
- 노암동 주민참여예산심의위원회 위원장
- 남원용성로타리클럽 재단위원회 지구보조금위원장
- 용성중학교 운영위원
- 성원고등학교 운영위원
- 남원시 배구협회 부회장
- 남원시 씨름협회 기획이사
- 남원 평화의 소년상 건립추진위원회 집행위원장
- 박근혜퇴진비상남원 실행위원
- 국정교과서반대 대책위
- 정유재란 기념사업회 이사
- 동학농민혁명기념사업회 부회장
- 제8대 남원시 농업기술센터 명품대학 총학생회장
- (사)전라북도 경제살리기도민회의 남원본부현안사업위원장
- 만인의총 국가관리 승격기념 만인문화제 총괄
- 울림통 기타동아리 창단 및 단장
- 운봉 고기리, 노암동 금암봉 영화제
- 더불어민주당 전북도당 정책위부의장
- 2024.04 ~ 제12대 전북특별자치도의회 의원
- 2024.04 ~ 2024.07 제12대 전북특별자치도의회 전반기 문화건설안전위원회 위원
- 2024.07 ~ 제12대 전북특별자치도의회 후반기 의회운영위원회 위원
- 2024.07 ~ 제12대 전북특별자치도의회 후반기 문화안전소방위원회 부위원장

## 수상
- 2013 중소기업 강국 코리아 우수기업 선정 (각 지역 중기청 및 ISO 국제심사원협회 추천)
- 2013 대한민국 유망 중소기업 대상 수상(ISO 국제심사원협회 주관)
- 2014 창조경영인대상 수상 (사단법인 한국재능기부협회)
- 2014 우수중소기업 인증 (ISO 국제심사원협회)
- 2016.09 전라북도지사상 만인의총 국가관리승격 기념
- 2017.11 남원 평화의 소녀상 건립 기념
- 2018.01 남원시장상 봉사부문

## 자격증
- 전기공사기사 취득
- 소방전기기사 취득
- 소방기계기사 취득
- 철도신호기사 취득

## 역대 선거 결과
|  | 36.79% |

|  | 0% |